# Kollagen-Typ 4α3
Kollagen Typ IV, alpha 3, auch bekannt als Alpha-3-Typ-IV-Kollagen, ist ein netzbildendes Kollagen, das im menschlichen Organismus vom Gen COL4A3 codiert wird. Typ-IV-Kollagen-Proteine sind integrale Bestandteile der Basalmembran, genauer der Lamina densa. 

## Funktion
Typ-IV-Kollagene sind hauptsächliche Bestandteile der glomerulären Basalmembran (GBM). Dabei bilden sie Maschendraht-Netzwerke (engl. chicken-wire meshworks) zusammen mit Laminine, Proteoglykane und Entactin/Nidogen. Ein Spaltungsfragment namens Turnstatin korrespondiert mit der COL4A3-Domäne. Außerdem reguliert das Turnstatin die Antiangiogenese- und die Antitumor-Aktivität. Diese Vorgänge könnten durch RGD-unabhängige ITGB3-vermittelte Mechanismen reguliert werden.

## Genstruktur
Das COL4A3-Gen beinhaltet 52 Exons und umfasst über 88 kb. Außerdem besitzt das Gen zwei eng aneinanderliegende Transkriptionsstartpunkte. Die Gene von COL4A3 und COL4A4 befinden sich auf codogenen Strängen des Chromosoms 2 und werden in entgegengesetzten Richtungen transkribiert. Das erste Exon vom Gen COL4A3, welches den Translationsstartpunkt enthält, wird durch die ersten zwei Exons des Gens COL4A4 um 372 und 5 kb separiert. Die Promotorregion, das von beiden Genen benutzt wird, ist aus dichten CpG-Dinukleotiden, GC-Boxen, CTC-Boxen und einer CCAAT-Box zusammengesetzt, aber beinhaltet keine TATA-Box.

## Erkrankungen
Mutationen in diesem Gen verursachen beispielsweise das Goodpasture-Syndrom. Dabei binden sich Autoantikörper an den Kollagenmolekülen in der Basalmembran der Lungenbläschen und Nierenkörperchen. Epitope, die diese Autoantikörper bilden, befinden sich hauptsächlich an der nicht-kollagenen C-terminalen Domäne des Proteins. Eine spezifische Kinase phosphoryliert Aminosäuren in derselben C-terminalen Region und die Expression dieser Kinase wird während der Pathogenese hochreguliert. Das Gen ist auch mit einer autosomal-rezessiven Form des Alport-Syndroms verbunden.